# PGC 2733879
LEDA/PGC 2733879 ist eine Galaxie im Sternbild Großer Bär am Nordsternhimmel.

## Beschreibung
Ihr scheinbarer Durchmesser von 0,23 × 0,19 Bogenminuten ist rund 130- bis 157-mal kleiner als der ungefähre scheinbare Monddurchmesser von der Erde aus (≈ 30′) und ist daher für das bloße menschliche Auge nicht sichtbar. Ihre Position liegt bei einer Rektaszension von 11h 04m 20,19s und einer Deklination von +70° 04′ (Epoche J2000.0).